# ليام
ليام (وتعني الأيام باللهجة التونسية) مسلسل درامي تونسي يتكون من ستة عشرة حلقة، عُرض في شهر رمضان سنة 2013 على قناة التونسية، وهو من إنتاج شركة كاكتوس، وإخراج خالد وليد البرصاوي، إضافة إلى تأليف مشترك بين الطاهر الفازع وابنته درة. وقد حاز على جائزة أفضل مسلسل تونسي في استفتاء مجلة سيدتي.
يرتكز المسلسل على قضايا المجتمع التونسي ما بعد الثورة، والتي أدت إلى عدم الاستقرار في تلك الفترة، أهمها التفاوت الاجتماعي، والتطرف الديني، إضافة إلى طرح مشاكل الاغتصاب، والخيانة الزوجية.

## القصة
يروي المسلسل قصة طارق إدريس، طبيب جراح يعمل في إحدى المصحات، وله مكانة بارزة في المجتمع، وهو متزوج من سلمى وله ابنتان (رانية وفرح). رغم ذلك، فهو على علاقة بطبيبة شابة تعمل معه تُدعى دُرة، ويتقاعس في تربية بناته، كما يحاول إيجاد طريقة للطلاق. نتيجة لإهماله، ترتاد ابنته رانية النوادي الليلية، فتتعرض للاغتصاب ذات مساء في أحد الملاهي وهي في حالة سكر. 
يقوم طارق بمنع ابنته من تقديم شكوى أمام المحاكم خوفا على مكانته، ومن ردة الفعل المحافظة للمجتمع. فيقوم فاروق، زوج خالتها نوال، بتقديم العون لها، ويقدمها إلى محاميه مالك، لكي يساعدها في تقديم الشكوى. تتطور العلاقة بين مالك ورانية، مما يثير غيرة نوال، التي كانت على علاقة به قبل زواجها من فاروق. واستمرت في الالتقاء به بعد ذلك.
نوال لديها ابنة من زواجها الأول، مُلكة، تعيش معها في منزل فاروق. هذا الأخير بدوره لديه ولدان من زواجه السابق ويعيشان معه (أمين واسكندر). يدرس اسكندر ومُلكة بالمرحلة الثانوية في نفس المعهد. ذات يوم، تدعو مُلكة صديقتها سنية إلى المنزل لقضاء الليلة معها. لكن الأخيرة تقضي الليلة في غرفة اسكندر. ومع تطور الأحداث يتضح أن سنية هي ابنة لطيفة، خادمة منزل نوال وفاروق. تكتشف لطيفة ذلك لاحقًا. كما تتفطن إلى أن ابنها صبري يقوم ببيع الكحول في مخزن المنزل دون ترخيص السلطات، فتشعل النار في المكان وهي بداخله، حتى تموت، بعد خيبة أملها في أبنائها.
من جهة أخرى، تتعرف فرح، ابنة طارق الثانية، على شاب يُدعى غازي، وهو ابن محمد صالح الشاذلي، رجل الأعمال المعروف. يعمل غازي وشقيقته أميمة في شركة والدهما، إضافة إلى كريم ابن عمهما، وخالد الذي يثق به محمد صالح كثيرا، وهو خطيب أميمة، مما يثير غيرة كريم. يعمل غازي في تجارة الأسلحة، دون علم والده، رفقة كريم، من خلال استغلال معدات الشركة وخاصة الشاحنات. يتضح فيما بعد أن غازي هو من اغتصب رانية في الملهى، لكنه هرب ولم تتعرف عليه الشرطة، كما لم يتم الاشتباه فيه نظرًا إلى مكانته الاجتماعية الهامة. ينتهي المسلسل بشكل مفتوح، حيث تذهب عائلة محمد صالح وزوجته جنينة إلى منزل طارق، من أجل خطبة فرح لابنهما، فتلتقي رانية أخيرًا بغازي.

## الشخصيات
- فتحي الهداوي: «طارق إدريس» طبيب جراح في إحدى المصحات
- رؤوف بن عمر: «محمد صالح الشاذلي» رجل أعمال ثري وصاحب شركات
- سامية رحيم: «جنينة الشاذلي» زوجة محمد صالح
- مريم بن شعبان: «أميمة الشاذلي» ابنة محمد صالح وجنينة، مسؤولة في شركة والدها
- علي الخميري: «فاروق شعبان» رجل أعمال، صديق محمد صالح
- دليلة مفتاحي: «لطيفة» خادمة منزل فاروق
- آمال علوان: «سلمى إدريس» زوجة طارق
- شاكرة رماح: «نوال شعبان» زوجة فاروق، شقيقة سلمى
- محمد علي بن جمعة: «مالك» محامي فاروق، حبيب نوال السابق
- مريم بن حسين: «درة» طبيبة، حبيبة طارق
- حمدي حدة: «خالد» خطيب أميمة، مسؤول في شركة محمد صالح
- أمل الجليزي: «رانية إدريس» ابنة طارق وسلمى
- بلال الباجي: «غازي الشاذلي» ابن محمد صالح وجننية، مسؤول في شركة والده
- رؤى البناني: «فرح إدريس» ابنة طارق وسلمى، خطيبة غازي
- محمد العكاري: «كريم الشاذلي» ابن عم غازي وأميمة، مسؤول في شركة عمه
- محمد مراد: «اسكندر شعبان» ابن فاروق
- مريم ميلادي: «مُلكة» ابنة نوال، الأخت غير الشقيقة لاسكندر
- أميمة بن حفصية: «سنية» صديقة مُلكة، ابنة لطيفة
- العربي المازني: «صبري» ابن لطيفة، شقيق سنية
- نعمان حمدة: «محجوب» زوج لطيفة، والد سنية وصبري
- بسام الحمراوي: «رياض» طالب جامعي، يتجه نحو التطرف الديني

## فريق العمل
| العمل     | صاحب العمل           |
| --------- | -------------------- |
| الإنتاج   | شركة كاكتوس للإنتاج  |
| الموسيقى  | مهدي المولهي         |
| الفكرة    | خلف الله الخلصي      |
| السيناريو | درة والطاهر الفازع   |
| الإخراج   | خالد الوليد البرصاوي |